# Gymnostreptus subsericeus
Gymnostreptus subsericeus är en mångfotingart som först beskrevs av Henri W. Brölemann 1902.  Gymnostreptus subsericeus ingår i släktet Gymnostreptus och familjen Spirostreptidae. Inga underarter finns listade i Catalogue of Life.